# Alexandra Krings
Alexandra Krings (ur. 6 czerwca 1974 w Radstadt) – austriacka snowboardzistka. Nie startowała na igrzyskach olimpijskich. Jej najlepszym wynikiem na mistrzostwach świata w snowboardzie było 7. miejsce w slalomie równoległym na mistrzostwach w San Candido. Najlepsze wyniki w Pucharze Świata osiągnęła w sezonie 1994/1995, kiedy to była trzecia w klasyfikacji giganta, w klasyfikacji slalomu była piąta, a w klasyfikacji PAR szósta.

## Sukcesy

### Mistrzostwa świata
| Miejsce | Dzień       | Rok  | Miejscowość | Konkurencja       | Zwycięzca                   |
| ------- | ----------- | ---- | ----------- | ----------------- | --------------------------- |
| 14.     | 26 stycznia | 1996 | Lienz       | Gigant            | Karine Ruby                 |
| 15.     | 28 stycznia | 1996 | Lienz       | Slalom równoległy | Marion Posch                |
| 7.      | 25 stycznia | 1997 | San Candido | Slalom równoległy | Dagmar Mair unter der Eggen |
| 15.     | 26 stycznia | 1997 | San Candido | Snowboardcross    | Karine Ruby                 |

### Puchar Świata

#### Miejsca w klasyfikacji generalnej
- 1994/1995 - -
- 1995/1996 - 8.
- 1996/1997 - 16.
- 1997/1998 - 13.
- 1998/1999 - 28.

#### Miejsca na podium
1. Pitztal – 6 grudnia 1994 (Slalom) - 3. miejsce
2. Mount Bachelor – 9 lutego 1995 (Slalom) - 2. miejsce
3. Breckenridge – 14 lutego 1995 (Gigant) - 2. miejsce
4. Calgary – 23 lutego 1995 (1995) - 2. miejsce
5. La Bresse – 12 stycznia 1996 (Gigant) - 3. miejsce
6. Yomase – 16 lutego 1996 (Gigant) - 1. miejsce
7. Sestriere – 7 grudnia 1996 (Slalom) - 3. miejsce
8. Zell am See – 20 listopada 1997 (Slalom równoległy) - 2. miejsce
9. Grächen – 10 stycznia 1998 (Slalom równoległy) - 3. miejsce

- W sumie 1 zwycięstwo, 4 drugie i 4 trzecie miejsca.